# L'Année tchèque
L'Année tchèque (Špalíček) est un long métrage d'animation tchèque réalisé par Jiří Trnka, sorti en 1947.

## Synopsis
Le titre anglais (A Treasury of Fairy-tales) évoque bien le sujet. À travers la vie d'un village tchèque, six séquences mettent en scène les coutumes et les légendes nationales : Le Carnaval, Le Printemps, La Légende de Saint Procope, La Fête foraine, La Kermesse et Bethléem.

## Fiche technique
- Titre original : Špalíček
- Titre français : L'Année tchèque
- Réalisation : Jiří Trnka
- Animateur : Bretislav Pojar
- Réalisation des marionnettes : J. Pilgrova
- Direction artistique : Jiří Trnka
- Directeurs de la photographie : Emanuel Franek et Vladimír Novotný
- Ingénieur du son : Josef Zavadil
- Montage : Helena Lebdusková, Jiří Trnka
- Musique : Václav Trojan
- Producteur : Jiří Trnka
- Assistant de production : V. Janovsky
- Conseiller pour la restauration 2k (2015) : Dr. V. Reno
- Sociétés de production : Jiří Trnka Studio, Krátký Film Praha, Ceskoslovenský Státní Film
- Sociétés de distribution :
  -  République tchèque : Novodny Filmovy Archiv (version restaurée)
  -  France : Artus Films (en DVD)
- Pays d'origine :  Tchécoslovaquie
- Format : Couleur (Agfacolor) - 35 mm - 1,37:1 - son mono
- Genre : Animation en volume
- Durée : 75 minutes
- Dates de sortie : 
  -  Tchécoslovaquie : 1947
  -  France : 16 juin 1950 (dans le circuit des films pour enfants) / 6 avril 2021 (en DVD)

## Distinctions
- 1947 : Premier prix du film d'animation à Paris[réf. nécessaire]
- Mostra de Venise 1948 : en compétition pour le grand prix international

## Autour du film
Ce premier long métrage avec marionnettes réalisé par Trnka et destiné aux adultes, a fait connaitre le réalisateur dans le monde entier.